# Релеф на победата
„Релеф на победата“ е ковчеже с поздравителен адрес от унгарския ювелир Андраш Шима (Банди) до цар Фердинанд І в знак на уверение за съюзническа вярност и като символ на унгарско-българското братство.
Представлява ковчеже с капак от светло дърво, лакирано с бледозелен прозрачен лак, с метална ключалка, обков в четирите ъгъла на капака и крачета на основата. В металния обков под стъкло са извезани символите на съюзниците на Царство България в Първата световна война: в горния ляв ъгъл е гербът на Австро-Унгария – двуглав орел на жълт фон, в краката си държи символите на държавността – скиптър, меч и корона (за Кралство Австрия); гербът на Лайош Кошут (за Кралство Унгария); гербът на Германската империя е със зелен орел на бял фон; знамето на Османската империя.
В средата на капака е поставена метална пластика с извезан гербът на Царство България – изправен лъв на червен фон, фрагмент от мелодията на българския химн „Шуми Марица“ и бойна сабя на Лейбгвардейския конен полк. Над нея е хералдическият символ – дъбовото клонче с преплетени 4 листа и жълъд с патина – синоним на силата и безсмъртието. Вътрешната част на ковчежето е облицована с копринено черно кадифе. В средата е избродиран цветен венец с втъкани инициалите на цар Фердинанд І, изработени от сърмен и златен конец. Дъното на кутията и капака са свързани с позлатени сърмени шнурове. Ковчежето е изработено през 1916 г. в Пожон, Австро-Унгария.
Ковчежето съхранява изработения от Андраш Шима поздравителен адрес, подвързан в бяла кожена папка, украсена в четирите си ъгли с метални орнаменти във формата на сърце, с извезан българския трикольор във всяко от тях. В средата на папката е гравирано мото на унгарски език „Ще победим, защото на наша страна е справедливостта“, обградено с лавров венец и меч по средата, а от двете му страни във флорални мотиви са изписани инициалите на цар Фердинанд І (FІ) и император Франц Йосиф І (FІJ). От другата страна са инициалите на император Вилхелм II (WІІ), султан Мехмед V (MV) и годините 1914, 1915 и 1916 на последователното присъединяване на Османската империя и Царство България към Централните сили.

## Галерия
- „Релеф на победата“. Източник: ДА „Архиви“